# Herbatka we dwoje
Herbatka we dwoje (ang Tea for Two) – amerykański film z 1950 roku w reżyserii Davida Butlera.